# Burg Fernstein
Burg Fernstein is een hoogteburcht, gelegen in Oostenrijk boven op de Fernpas in de gemeente Nassereith.

## Geschiedenis
Burg Fernstein wordt voor het eerst vernoemd in 1288. In de 15de eeuw gaf Sigismund van Oostenrijk opdracht tot uitbouw van het kasteel. Doorheen de geschiedenis heeft de burcht altijd gediend als een tolpost op weg van Duitsland naar Italië. Delen van het huidige kasteel zijn een ruïne geworden. Het hoofdgebouw dient vandaag als hotel. 